# (29941) 1999 JB76
A (29941) 1999 JB76 a Naprendszer kisbolygóövében található aszteroida. A LINEAR projekt keretében fedezték fel 1999. május 10-én.